# Haliphron atlanticus
Haliphron atlanticus (лат.) или семирукий осьминог — один из двух самых больших известных видов осьминогов; его полная максимальная оценочная длина составляет 3,5 м, а масса около 75 кг. Единственный из ныне живущих видов, который может сравниться с ним по размеру — это гигантский осьминог (Enteroctopus dofleini).

## Описание

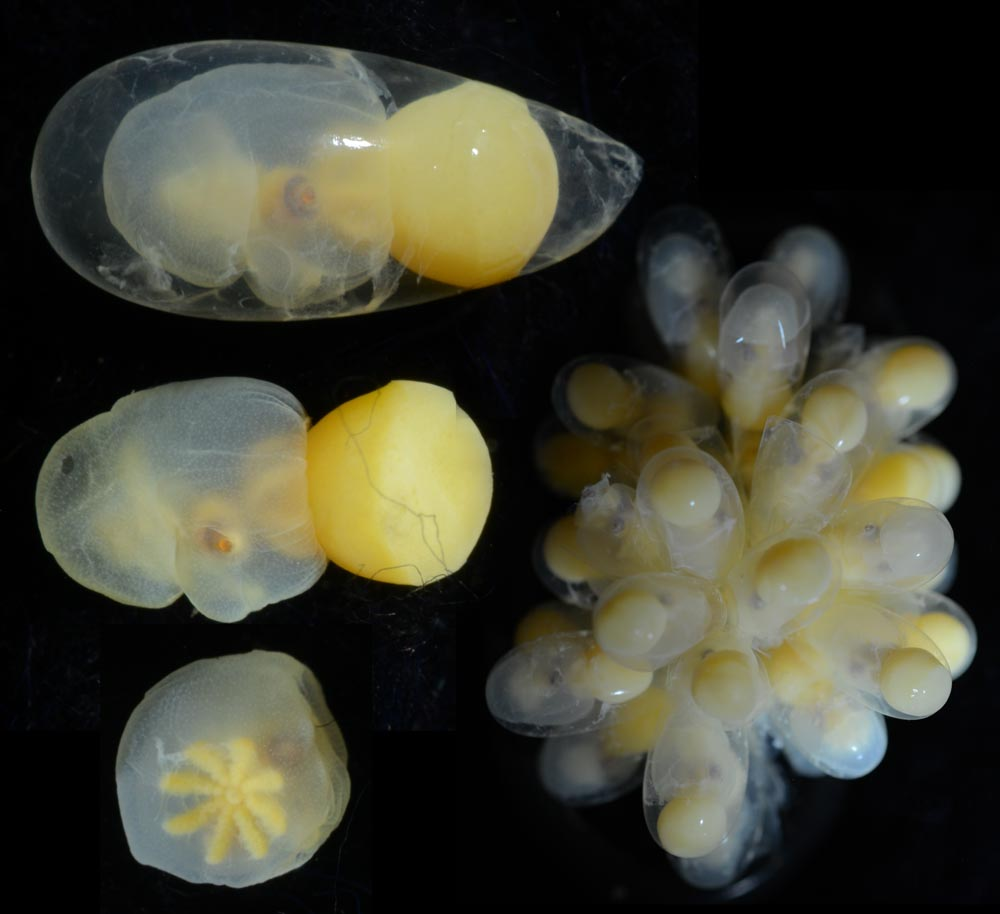
Кладка яиц и эмбрионы H. atlanticus собранные на севере Кабо-Верде. Максимальная ширина яиц около 8 мм.

Haliphron atlanticus был назван так потому, что у самцов этого вида гектокотиль (своеобразно видоизменённое щупальце самца, с помощью которого самец переносит сперматофоры из своей мантийной полости в мантийную полость самки) свёрнуто и спрятано в мешочек, расположенный под его правым глазом. Из-за толстой желатинообразной ткани это щупальце трудно заметить, и в результате создаётся впечатление, что у этого осьминога всего семь щупалец. Тем не менее, как и у других осьминогов, их на самом деле восемь.

## Распространение
Типовой экземпляр H. atlanticus был пойман в Атлантическом океане, в участке с координатами 38° с. ш. 34° з. д.. Он хранится в Зоологическом музее Копенгагенского университета.
В 2002 году рыболовный траулер в восточной части поднятия Чатем, Новая Зеландия поймал единственный экземпляр большого размера. Этот образец, ставший самым большим из всех когда либо пойманных осьминогов, был первым задокументированным случаем поимки Haliphron в Южной Пацифике. Длина его мантии составляла 0,69 м, а полная длина — 2,90 м. Образец весил 61 кг, хотя некоторые части тела отсутствовали.